# Plebicula chapmani
Plebicula chapmani är en fjärilsart som beskrevs av Ball 1914. Plebicula chapmani ingår i släktet Plebicula och familjen juvelvingar. Inga underarter finns listade i Catalogue of Life.